# Palaeoloxodon recki

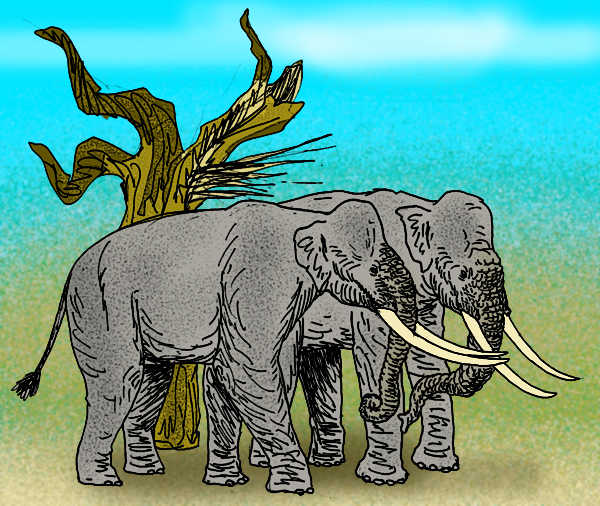
Recreación artística de Palaeoloxodon recki

El Palaeoloxodon recki es una enorme especie extinta de mamífero proboscídeo de la familia Elephantidae que vivió hace aproximadamente entre 3,5 y 1 millón de años en África. Esta especie estaba relacionada con el actual elefante asiático, Elephas maximus. Con una altura a los hombros de 4.5 metros, se encuentra entre las mayores especies de proboscídeos que hayan existido. E. recki fue un exitoso consumidor de pastos que vivió durante el Plioceno y el inicio del Pleistoceno hasta que eventualmente desapareció, quizás por la competencia con los miembros del género Loxodonta, que incluyen al actual elefante africano. 

## Subespecies
M. Beden identificó a cinco subespecies de E. recki, de la más antigua a la más reciente:
- Elephas recki brumpti Beden, 1980
- Elephas recki shungurensis Beden, 1980
- Elephas recki atavus Arambourg, 1947
- Elephas recki ileretensis Beden, 1987
- Elephas recki recki (Dietrich, 1916)

La investigación reciente indica que los rangos de todas estas subespecies se superponían, y que no estaban separadas temporalmente como se suponía anteriormente. Las investigaciones también han encontrado que había asimismo un amplio rango de variación morfológica, tanto entre estas supuestas subespecies como entre diferentes especímenes previamente identificados como pertenecientes a la misma subespecie. El grado de superposición temporal y geográfica, junto con la variación morfológica en P. recki sugieren que las relaciones evolutivas entre las poblaciones de esta especie son más complicadas de lo que se pensaba previamente.